# Hazardous Mutation
Hazardous Mutation es el segundo álbum de estudio de la banda de crossover thrash Municipal Waste.  También es el debut de la banda en Earache Records. Su tema principal son los Zombis y otros Monstruos. También fue lanzada una edición especial con un DVD en vivo. Es el primer y único trabajo de la banda en donde Ed Repka presta su arte para la portada del disco.

## Lista de canciones
1. "Intro/Deathripper" - 2:19
2. "Unleash the Bastards" - 1:57
3. "The Thing" - 1:53
4. "Blood Drive" - 1:13
5. "Accelerated Vision" - 1:26
6. "Guilty of Being Tight" - 1:53
7. "Set to Destruct" - 2:01
8. "Hazardous Mutation" - 1:20
9. "Nailed Casket" - 1:36
10. "Abusement Park" - 1:00
11. "Black Ice" - 0:24
12. "Mind Eraser" - 2:17
13. "Terror Shark" - 1:43
14. "The Thrashin' of the Christ" - 2:30
15. "Bangover" - 2:38

### DVD en vivo
1. "Intro"
2. "Deathripper"
3. "Drunk as Shit"
4. "Mind Eraser"
5. "Unleash the Bastards"
6. "The Thrashin' of the Christ"
7. "Sweet Attack"
8. "Mutants of War"
9. "Blood Drive"
10. "Accelerated Vision"
11. "New Song"
12. "Terror Shark"
13. "Toxic Revolution"
14. "Substitute Creature"
15. "Waste 'Em All"
16. "Bangover"

## Arte de tapa
La tapa fue hecha por Ed Repka, quien anteriormente hizo trabajos para otras bandas de metal como Megadeth, Death, Massacre, Nuclear Assault, Merciless Death, etc. La tapa se relaciona con la canción "Hazardous Mutation", en la cual la gente sin trajes químicos se convertían en mutantes. Los humanos sobrevivientes eran perseguidos por un grupo de mutantes en un volquete rojo.

## Créditos
- Tony Foresta- voz
- Ryan Waste- guitarra, voz
- Land Phil (Phillip Hall)- bajo, voz
- Dave Witte- batería

## Referencia Cultural
La canción "Guilty of Being Tight" empieza con una frase de la película de terror Phantasm.[cita requerida] Su nombre es un homenaje a la canción "Guilty of Being White" de la banda de hardcore Minor Threat.[cita requerida]
- Datos: Q1393748